# Ferrovia Cremona-Mantova
La ferrovia Cremona-Mantova è una linea ferroviaria lombarda. È gestita da RFI che la qualifica come linea complementare.
La linea è a binario semplice, in corso di raddoppio tra Bozzolo e Mantova ed è elettrificata a 3000 Volt CC.

## Storia
Nell'ottobre 1868 il Consiglio provinciale mantovano nominò una commissione avente il compito di progettare, finanziare e costruire il tronco ferroviario Cremona-Mantova.
La linea fu inaugurata il 6 settembre 1874 e gestita inizialmente dalla Società per le Ferrovie dell'Alta Italia (SFAI).
A seguito della convenzione del 1885, la linea fu assegnata alla Rete Adriatica, gestita dalle Strade ferrate meridionali. Nel 1905, con la statalizzazione delle ferrovie, la linea passò alle Ferrovie dello Stato.
La trazione elettrica venne attivata nel 1988.
Il 24 marzo 2017 le Ferrovie dello Stato, nell'ambito dell'accordo sul potenziamento del sistema ferroviario della Lombardia, ha annunciato lo stanziamento di 310 milioni di euro per l'avvio della progettazione per il raddoppio del binario della prima fase funzionale della linea, che collega l'area sud-orientale della Lombardia a Milano. La prima tratta interessata dal raddoppio sarebbe quella compresa tra Piadena e Mantova, identificata come il primo di tre lotti, i quali saranno interessati integralmente dal medesimo intervento di riqualificazione. Si procederà inizialmente con l'eliminazione di tutti i passaggi a livello, con l'obiettivo di incrementare progressivamente la capacità di traffico, la regolarità e la puntualità dei servizi. Successivamente si interverrà con i lavori di raddoppio della sede ferroviaria. .
Dopo l'aggiudicazione della gara di appalto avvenuta nell'estate 2023, nel gennaio 2024 sono iniziati i lavori di raddoppio ed eliminazione dei passaggi a livello nel tratto tra Mantova e Bozzolo, destinati a concludersi alla fine del 2026; la circolazione in tale tratta è stata quindi interrotta, con i treni attestati a Bozzolo e sostituiti con autobus nella rimanente tratta.
Il calendario dei lavori comunicato dalle imprese costruttrici e  concordato con Rfi  è il seguente:
- Data fine progettazione: 2020
- Data fine iter autorizzativo: 2022
- Data pubblicazione gara: 2023
- Data inizio progettazione esecutiva e realizzazione: 2023
- Data fine lavori: 2026
- Data di attivazione linea: 2026 (presumibilmente se per ritardo lavori, nel 2º semestre).

## Percorso
| Unknown route-map component "exCONTg" | Continuation backward |  |

| Unknown route-map component "exKRWl" | Unknown route-map component "eKRWg+r" |  |

| Unknown route-map component "CONTgq" | Unknown route-map component "ABZg+r" |  |

| Station on track |

|  | Unknown route-map component "ABZgl" | Unknown route-map component "CONTfq" |

| Unknown route-map component "uexCONTgq" | Unknown route-map component "emKRZ" | Unknown route-map component "uexCONTfq" |

| Unknown route-map component "SKRZ-Au" |

| Station on track |

| Station on track |

| Station on track |

| Non-passenger station/depot on track |

|  | Unknown route-map component "ABZg+l" | Unknown route-map component "CONTfq" |

| Station on track |

| Unknown route-map component "CONTgq" | Unknown route-map component "ABZgr" |  |

| Station on track |

| Unknown route-map component "hKRZWae" |

| Station on track |

| Stop on track |

| Stop on track |

| Station on track |

| Unknown route-map component "CONTgq" | Unknown route-map component "ABZg+r" |  |

| Station on track |

|  | One way leftward | Unknown route-map component "CONTfq" |

Poco dopo il bivio per Brescia, la ferrovia era attraversata a raso dalla tranvia Cremona-Ostiano in corrispondenza del  passaggio a livello con la strada statale 10 Padana inferiore: i treni delle Tramvie Provinciali Cremonesi (TPC) si attestavano in corrispondenza di un segnale girevole collegato a uno scambio di protezione con aghi normalmente disposti per la deviata; il casello a guardia del passaggio a livello, posto alla progressiva chilometrica 29+800 della ferrovia, era collegato telefonicamente sia con la stazione FS che con quella TPC e una volta ottenuto il consenso all'incrocio venivano azionate la chiusura delle sbarre e quella dei segnali ad ala di protezione lato ferrovia. Nel 1943 gli originali segnali a disco e cancelli furono sostituite da segnali ad ala e sbarre contestualmente all'adozione dell'allora nuovo impianto di sicurezza tipo Max Judel. Per l'esercizio di tale sistema la provincia corrispondeva alle FS un canone annuo.

## Traffico
Il traffico passeggeri è gestito da Trenord lungo le relazioni:
- Regionale Cremona-Mantova.
- Regionale Cremona-Piadena.
- Regionale Mantova-Piadena.
- Regio Express Milano Centrale-Mantova.
- Regionale Parma-Mantova.
- Regionale Pavia-Cremona.

Il traffico merci è molto sviluppato ed è effettuato da Trenitalia Cargo e da altre imprese private che utilizzano principalmente gli scali di Cava Tigozzi e di Piadena.
La linea è inoltre utilizzata come itinerario alternativo alla linea Milano-Verona-Venezia.

## Cantieri di raddoppio e la locomotiva "fantasma" del 1944
Causa la sostituzione di un ponte sul fiume Oglio, versante mantovano, all'altezza della S.P. ex S.S. n. 10 "Padana Inferiore" fra i comuni di Marcaria e  il paese del famoso parroco don Primo Mazzolari, Bozzolo, sono iniziati da giugno 2025 i lavori riguardanti il recupero di un carro merce del periodo bellico (il primo ritrovato di almeno quattro) sprofondato nei sedimenti dopo che soldati della Wehrmacht avevano costretto in data 11 ottobre 1944, sotto minaccia dei mitra, i macchinisti di un treno merci ad attraversare il fiume per provare le strutture metalliche, costituenti il ponte, riparate ben 6 volte compresa quest'ultima con sostegni di fortuna dai soldati, dopo l'ultimo bombardamento, ma purtroppo compromesse. È d'obbligo il recupero per fabbricare le fondamenta di sostentamento del tratto in raddoppio ricorrendo al dragaggio, poi con i georadar ritrovare la pesante locomotiva del gruppo 471 FS, che si trova nei pressi del ponte, affondata nei sedimenti fangosi, spostatasi, forse per l'azione dell'acqua, più  giù ancora, a lato. Resta persino il dubbio che la motrice a vapore sia tedesca (in Italia al seguito delle truppe naziste) del tipo DR 56 della Reichsbahn. 
Il costo totale stimato è di 1,1 miliardi di euro. Finanziati già  i primi 600 milioni di euro necessari per il primo tratto, i rimanenti 800 serviranno per il secondo lotto. Secondo l'ufficio progetti infrastrutturali di Rfi l’investimento necessario per l’intera tratta da raddoppiare ammonterà a 2,15 miliardi complessivi.
I lavori del tratto mantovano sono stati affidati, nel luglio 2023, a Pizzarotti, Saipem, Icm e Salcef ferroviaria al prezzo di 470 milioni di euro (più Iva). Sarà realizzato il doppio binario in variante tra Piadena e Bozzolo e, in stretto affiancamento al binario esistente, tra Mantova e Bozzolo. Saranno eliminati ventuno passaggi a livello solo nel Mantovano: quattro a Bozzolo, cinque a Marcaria, sei a Castellucchio, cinque a Curtatone e uno a Mantova. Previste anche opere accessorie come sovrappassi, sottopassi, ponti e strade chiesti dai Comuni (50 milioni di costi in più che vanno trovati).
Il doppio binario ridurrà il tempo di percorrenza aumentando il traffico dagli attuali quattro treni all’ora a dieci nei due sensi di marcia.